# Király Levente (színművész)
Király Levente, született: König Levente (Budapest, 1937. március 6. – Deszk, 2024. július 30.) a Nemzet Színésze címmel kitüntetett, Kossuth- és Jászai Mari-díjas színművész, érdemes művész, a Szegedi Nemzeti Színház örökös tagja. Fia Király Attila színész, rendező, koreográfus. Lánya Király Eszter pszihológus.

## Életpályája
Szülei Kőnig Antal és Hangyál Terézia voltak. Édesapja archeológusi pályát szeretett volna fiának. A Színház- és Filmművészeti Főiskolát 1959-ben végezte el, majd Komor István hívására a Szegedi Nemzeti Színház tagja lett, 1986-tól a színház örökös tagja.
1996-os nyugalomba vonulása után is szerepek sorát játszotta. 
2006-tól a Nemzet Színésze, ezt a címet Zenthe Ferenc halála után kapta meg. 2007-ben Szeged díszpolgára lett. 2012 óta a Magyar Művészeti Akadémia tagja volt.
2024. július 30-án hunyt el, 87 éves korában.
2024. augusztus 26-án helyezték örök nyugalomra a szegedi Belvárosi Temetőben. A szertartáson búcsúbeszédet mondott Botka László, a színház társulata nevében Barnák László főigazgató, a Magyar Művészeti Akadémia képviseletében pedig Lukács Sándor.

### Emlékezete
2024 augusztusának végén, Barnák László a Szegedi Nemzeti Színház igazgatója megalapította a Király Levente-díjat, amelyet minden évad végén, a színészek szavazatai alapján kap majd meg a legtöbb voksot kapó színművész munkája elismeréseként.

## Színpadi szerepei
- Brecht: Koldusopera....Ede; Jimmy
- Gosztonyi János: Rembrandt....Claes de Jonghe
- Trenyov: Ljubov Jarovaja....1. járókelő
- Nestroy–Heltai Jenő: Lumpáciusz Vagabundusz avagy a három jómadár....Gyalu
- Sándor Kálmán: A harag napja....Viznicz Gyula
- Hervé: Nebáncsvirág....Loriot; Celestin
- Calderón: A Zalameai bíró....Őrmester
- Csizmarek–Nádassi–Semsei: Érdekházasság....Misi
- Dunajevszkij: Szabad szél....Miki
- Dér Endre: Marika....Donner Frici
- Burkhard: Tűzijáték....Róbert
- Hajdu Júlia: Füredi komédiások....Jóska
- Molière: A nők iskolája....Alain
- Arbuzov: Irkutszki történet....Rogyik
- Miljutyin: Nyugtalan boldogság....Szenyka
- Fényes Szabolcs: Szombat délután....Karcsi
- Madách Imre: Az ember tragédiája....Zenész; Platón; Péter apostol; Pátriárka; Tudós
- Shakespeare: Rómeó és Júlia....Mercutio; Lőrinc
- Kálmán Imre: Cirkuszhercegnő....Pecsovics; Slukk Tóni
- Gorkij: Éjjeli menedékhely....Aljoska; Luka
- Ábrahám Pál: Viktória....Miki; Jancsi
- G. B. Shaw: Az ördög cimborája....Kristóf
- Szűcs György: Elveszem a feleségem....Fürjes Elemér
- Rozov: Felnőnek a gyerekek....Andrej
- Németh László: Az utazás....Lakatos
- Goethe: Egmont....Ferdinánd
- Fényes Szabolcs: Maya....Rudi
- Fall: Pompadour....Calicot
- Abay–Dalos: Szeress belém....György
- Shakespeare: Szentivánéji álom....Dudás; Vackor
- ifj. Johann Strauss: A cigánybáró....Ottokár
- Móricz Zsigmond: Úri muri....Bolha Pista
- Lehár Ferenc: Luxemburg grófja....Brissard; Sir Basil
- Huszka Jenő: Mária főhadnagy....Zwickli Tóbiás
- Shakespeare: Hamlet....Rosencrantz; Színész 1.; Első sírásó
- Deval: A potyautas....Raoul
- Eisemann Mihály: Anna-bál....Pipitér Zsiga
- Beaumarchais: Figaro házassága....Figaro
- Tóth Miklós: Jegygyűrű a mellényzsebben....Barsi Pál
- Jacobi Viktor: Leányvásár....Fritz
- Stark Tibor: Százszor is szeretlek....Férj
- Tóth Miklós: Köztünk maradjon....Bárány Dániel
- Rozov: Úton....Pálcsikov
- Monnot: Irma, te édes....Nestor és Oscar
- Shakespeare: Tévedések vígjátéka....Syracusai Antipholus
- Mithois: Férjvadászat....Nicolas
- Thomas: Szegény Dániel....A férj
- Krasna: Egy vasárnap New Yorkban....Mike
- Shakespeare: III. Richárd....Második gyilkos; London Lord Mayorja
- Fülöp Kálmán: Bajnokcsapat....Zoltán
- Vörösmarty Mihály: Czillei és a Hunyadiak....V. László
- Dosztojevszkij: Két férfi az ágy alatt....Tvorogov
- Anouilh: Torreádor keringő....Gaston
- Eisemann Mihály: Egy csók és más semmi....Péter
- Thomas: Charley nénje....Bob
- Schmidt: Ez fantasztikus!....Bellomy
- Eliot: Koktél hatkor....Alexander Maccolgie Gibbs
- André: Lulu....Antoine
- Gyárfás Miklós: Játszik a család....Moór
- Móra Ferenc: Négy apának egy leánya....Benkóczy Elemér
- Hunyady Sándor: Feketeszárú cseresznye....Jankovics
- Fall: Sztambul rózsája....Flórián
- Mocsár Gábor: Mindenki városa....Misu
- Kodály Zoltán: Háry János....Generális Krucifix; Napoleon; Kocsmáros; Ferenc császár
- Abay Pál: Ne szóljatok bele!....Vendriner Aladár
- Illyés Gyula: Dózsa György....Tiszt
- Scarnicci–Tarabusi: Kaviár és lencse....Antonio
- Williams: A vágy villamosa....Mitch
- Ábrahám Pál: Hawaii rózsája....Buffy
- Lunacsarszkij: A felszabadított Don Quijote....Sancho Pansa
- Shakespeare: A makrancos hölgy....Tranio
- Dürrenmatt: Angyal szállt le Babilonba....Utnapistim
- Kacsóh Pongrác: János vitéz....A francia király
- Shakespeare: Vízkereszt, vagy amit akartok....Bohóc; Sir Tóbiás
- Weiss: Jean Paul Marat üldöztetése és meggyilkolása, ahogy a charentoni elmegyógyintézet színjátszói előadják de Sade úr betanításában....Kikiáltó
- Presser Gábor: Képzelt riport egy amerikai pop-fesztiválról....
- Heltai Jenő: Naftalin....Laboda Péter
- Illés Lajos–Görgey Gábor: Egy fiú és a tündér....Balga
- Shakespeare: VI. Henrik....Buckingham
- Ábrahám Pál: Bál a Savoyban....Musztafa bey
- Lehár Ferenc: A mosoly országa....Hadfaludy Feri; Főeunuch
- Kálmán Imre: Marica grófnő....István; Tschekko
- Danek: Negyven gazfickó és egy maszületett bárány....Vakarcs
- Leigh: La Mancha lovagja....Sancho; Fogadós
- Szirmai Albert: Mágnás Miska....Miska
- Csehov: Cseresznyéskert....Firsz
- Strauss: Mesél a bécsi erdő....Pechvogel
- Csurka István: Az idő vasfoga....Kenéz Pál
- Kálmán Imre: Csárdáskirálynő....Bóni; Kerekes Feri bácsi; Leopold Maria
- Collodi: Pinokkió, a hosszúorrú fabáb története....Róka
- Feydeau: Zsákbamacska....Pacarel
- Gogol: Háztűznéző....Podkoljoszin
- Maróti Lajos: Közéletrajz....Gács
- Miller: A salemi boszorkányok....Parris tiszteletes
- Szigligeti Ede: Liliomfi....Szellemfi
- Nemeskürty István: Szép ének a gyulai vitézekről, avagy a majdnemteljes igazság....Báthory Kristóf
- Gelman: Éjszakai utazás....Maliszov
- Kálmán Imre: A bajadér....La Tourella Fülöp
- Masteroff–Kander–Ebb: Kabaré....Konferanszié
- Albee: Mese az állatkertről....Peter
- Brešan: Paraszt Hamlet....Simurina
- Thurzó Gábor: Holló és sajt, avagy van pápánk....Hamadan ben Jazid
- Gozzi: Turandot, a kínai hercegnő....Truffaldino
- Shakespeare: Cymbeline....Belarius
- Bibbiena: Calandria....Ruffo
- Gorkij: Zikovék....Muratov
- Urbán Ernő: Uborkafa....Sántha Cézár
- Goldoni: Mirandolina....Forlipopoli őrgróf
- Kocsis István: A korona aranyból van....Knox
- Shakespeare: Sok hűhó semmiért....Benedek; Leonato
- id. Alexandre Dumas: London királya, avagy Kean, a színész....Edmund Kean
- Görgey Gábor: Fejek Ferdinándnak....Jónapot Mihály
- Ford: Kár, hogy k....Donado
- Presser Gábor: Jó estét nyár, jó estét szerelem....Hűvös; Személyzetis
- Békeffi István: A régi nyár....Trafina
- Schiller: Ármány és szerelem....Von Walter
- Shakespeare: IV. Henrik/Falstaff....Sir John Falstaff; IV. Henrik
- Mihura: Három cilinder....Don Rosario
- Karinthy Ferenc: Leánykereskedő....Straub
- Stein–Bock–Harnick: Hegedűs a háztetőn....Tevje
- Vámos Miklós: Világszezon....Árus
- Rostand: Cyrano de Bergerac....Ragueneau
- Görgey Gábor: Komámasszony, hol a stukker?....A méltóságos
- Ben Turán Róbert: Melina....Alekosz Graciadisz
- Andrew Lloyd Webber: Jézus Krisztus Szupersztár....Heródes
- Ödön von Horváth: Huza-vona....X
- Bart: Olivér....Fagin
- Böhm György–Korcsmáros György: A kőszívű ember fiai....Haynau
- Sütő András: A szúzai menyegző....Filipposz
- Barré–Keroul: Léni néni....
- Schiller: Stuart Mária....Shrewsbury grófja
- Witkiewicz: Hőbörgő Mátyás János Károly....Hőbörgő Mátyás János Károly
- Heller: A 22-es csapdája....Cathart ezredes
- Dürrenmatt: A nagy Romulus....Romulus
- Goldoni: Csetepaté Chioggiában....Vicenzo
- lerner–Loewe: My Fair Lady....Alfred Doolittle
- Weöres Sándor: A holdbeli csónakos....Nagymedve
- Molière: Don Juan avagy a kőszobor lakomája....Vasárnap úr
- Birinszkij: Bolondok tánca....Iván Habarovics
- Kocsák Tibor: Légy jó mindhalálig....Pósalaky úr
- Kander–Ebb: Chicago....Amos Hart
- Hašek-Bednár: Svejk....Svejk
- ifj. Johann Strauss: A denevér....Frosch
- Hubay Miklós: A cethal hátán....Szénási István
- Zágon István–Nóti Károly: Hyppolit, a lakáj....Schneider Mátyás
- Csehov: A manó....Oblovszkij
- Szép Ernő: Lila ákác....
- Rostand: A sasfiók....Ferenc császár
- Miller: Az ügynök halála (Fejének belseje)....Willy Loman
- Csehov: A három húg (Három nővér)....Csebutikin
- Kesselring: Arzén és levendula....Abby
- Mándy Iván–Sándor–Tóth: Régi idők focija....Turner Pipi
- Grimm: Hamupipőke....XIII. Kétségbeesett Boldizsár
- Örkény István: Tóték....Tót
- Bernstein: West Side Story....Doc
- G. B. Shaw: Warrenné mestersége....Gardner lelkész
- Schiller: Don Carlos....Főinkvizítor
- Brecht: Galilei élete....Galileo Galilei
- G. B. Shaw: Szent Johanna....Érsek
- Rose: Tizenkét dühös ember....9. esküdt
- Shepard: Hazug képzelet....Baylor
- Zsolt Béla: Nemzeti drogéria....Nagypapa
- Coburn: Kopogós römi....Weller Martin
- Gábor Andor: Dollárpapa....Hoffmann Tamás
- Egressy Zoltán: Reviczky....Öregember 2.
- Zapolska: Dulszka asszony erkölcse....Dulszki úr
- Horváth Péter: Csaó bambinó....Nagyapa
- William Shakespeare: Lear király....Lear
- Niccolò Machiavelli: Mandragóra....Pap
- Offenbach: Orfeusz az alvilágban....Styx Jankó
- Görgey Gábor: Mikszáth különös házassága....Mikszáth Kálmán
- Huszka Jenő: Bob herceg....Tom apó
- Hubay Miklós: Ők tudják, mi a szerelem....Hector Berlioz

## Filmjei
- Nem (1965)
- Minden kezdet nehéz (1966)
- Harlekin és szerelmese (1967)
- Egy szerelem három éjszakája (1967)
- Egy kis hely a nap alatt (1973)
- Getno (2004)
- Fejezetek az Erények könyvéből (2006)
- Kalandorok (2008)
- Tabló – Minden, ami egy nyomozás mögött van! (2008)

## Díjai, elismerései
- Jászai Mari-díj (1967)
- Juhász Gyula-díj (1969)
- Babits Mihály-díj (1975)
- Makó Lajos-díj (1984)
- Pro Theatro (1986)
- A Szegedi Nemzeti Színház Örökös Tagja (1986)
- Érdemes művész (1986)
- SZOT-díj (1988)
- Szegedért Emlékérem (1995)
- Hekuba-díj (1996)
- Gábor Miklós-díj (2001)
- A színikritikusok díja (2002)
- Szeged Kultúrájáért díj (2002)
- Kossuth-díj (2003)
- Páger Antal-színészdíj (2004)
- A Nemzet Színésze (2006)
- Szeged díszpolgára (2007)[11]
- A Magyar Művészeti Akadémia rendes tagja (2013)

## Portré
- Hogy volt?! – Király Levente (2022)